# Оноре IV
Оноре IV (фр. Honoré IV; 17 травня 1758 — 16 лютого 1819) — шостий князь Монако, що правив в 1814—1819 роках.

## Біографія
Оноре IV був старшим сином князя Монако Оноре III і його дружини Марії-Катерини де Бріньоль-Сале.
У 1777 році він одружився з Луїзою д'Омон Мазарі (1759—1829), герцогинею Мазаріні (розлучився в 1798). У цьому шлюбі у Оноре IV народилися двоє синів — в майбутньому князі Монако Оноре V і Флорестан І.
У 1793 році Монако було зайняте французькими військами і приєднане до Франції. Оноре IV був схоплений і поміщений в одну з паризьких в'язниць, де півтора року перебував у вкрай важких умовах утримання, де серйозно підірвав своє здоров'я.
Після реставрації Бурбонів в 1814 році зміг вступити у володіння батьківською спадщиною. Через слабке здоров'я Оноре IV з 1815 року князівством на правах адміністратора правив його старший син, майбутній князь Оноре V.

## Герб
Червоні ромби на білому тлі. Девіз роду Грімальді: «Deo Juvante» (лат. З Божою поміччю).